# Molophilus (Molophilus) lieftincki
Molophilus (Molophilus) lieftincki is een tweevleugelige uit de familie steltmuggen (Limoniidae). De soort komt voor in het Australaziatisch gebied.